# Holden Monaro
O Monaro é um automóvel que foi produzido pela Holden, a subsidiária australiana da General Motors de 1968 a 1977 e, em seguida, reintroduzido nos mercados australianos e neozelandeses em 2001. Sua produção foi interrompida em 2006. Desde 1968, três gerações do Monaro, foram produzidos. A primeira geração foi um coupé 2 portas baseado no Opel Commodore alemão.